# MU-2
三菱 MU-2
MU-2B
- 用途：ビジネス航空
- 分類：汎用機
- 製造者：三菱重工業
- 初飛行：1963年9月14日
- 生産数：762機（日本：59機、その他：703機）[1]
- 退役：2008年（空自） 2016年（陸自）
- 運用状況：現役

MU-2は、日本の三菱重工業が製造した多目的小型ビジネス飛行機で、双発のプロペラ機。1963年（昭和38年）初飛行。

## 経緯

### 日本初のビジネス飛行機
三菱から多数の技術者が出向し、日本航空機製造でYS-11の開発が行われていた1960年（昭和35年）ごろから企画が始まった。三菱はF-86FやS-55のライセンス生産を通じて戦前の自信を取り戻しつつあり、次期主力戦闘機の調査団として参加した三菱の池田研爾課長は、アメリカで多数の小型ビジネス機を目撃し、「この程度なら三菱でもできるのでは」と考えて、帰国すると早速、若手技術者らに自分の見たものを説明し、独自に計画を進めた。
コンセプトとしては、軍民両用の小型ターボプロッププロペラ機で、市場は北米の社用・自家用のビジネス向けとした。また、日本の現状を考えて、技術的にも経営的にも背伸びしないもの、欧米その他、海外に輸出可能なものとして設計を進めた。
なるべく欧米の真似ではなく、三菱らしさを前面に出すため、基礎技術など以外はほとんど独自に設計を行った。参考として役立ったのが、三菱が保管してきた戦前および戦中の軍用機図面で、若手技術者は陸軍の「キ83」試作遠距離双発戦闘機を参考にしたほか、アメリカの航空雑誌の断片記事のコピーで勉強したという。
当時のアメリカにおけるターボプロップのビジネスプレーンは、ビーチクラフト キングエア、エアロコマンダー 680T ターボコマンダーが現われはじめたところで、戦前のレシプロエンジンをそのままターボプロップに載せ変えているだけという場合も多く、全く最初から設計した三菱は、それだけで注目を集め有利だと考えられた。
1963年（昭和38年）9月14日に試作1号機(JA8620)が初飛行したが、いろいろと不具合が見つかり、また、量産方式に不慣れな点があったことから、ライセンス生産していたF-86Fの方式を参考にした。1965年（昭和40年）2月19日にMU-2Aが運輸省（現国土交通省）航空局の型式証明を取得し、9月15日にはアメリカ向けにギャレットエンジンに変更したMU-2Bも取得、11月にアメリカの連邦航空局（FAA）の型式証明も取得でき、翌1966年（昭和41年）に発売を開始した。
型式証明に先立って、1964年（昭和39年）に西ドイツ・ハノーファーでの航空ショーに出品、「ゼロ戦を作った三菱のビジネス機」として注目を集め、翌1965年（昭和40年）からは欧米各地へデモフライトを行い、前宣伝を行ってきた。日本国内では陸上自衛隊と航空自衛隊が作戦機として、そして毎日新聞社が社機として採用を決定、これも相当な宣伝になった。
なお、1966年（昭和41年）には、日本での公演の為に来日していた当時のベルリン・フィルハーモニー管弦楽団の常任指揮者、ヘルベルト・フォン・カラヤンが三菱重工小牧工場を訪れ、MU-2のコックピットに座ったという出来事もあった。カラヤンのMU-2に対しての感想は上々であったという。

### アメリカでの販売
また、三菱は北米に販売網を持たないため、販売とアフターサービスを小型機業界4位のムーニー社（Mooney International Corporation）に委託して、三菱は機体を半完成状態で輸出し、ムーニーの工場でアメリカ製の装備品調達と最終組み立てを行うことになった。
万全の体制で販売に臨んだはずであったが、ムーニーが販売開始間もなく、MU-2には関係ないところで経理上の問題を起こして急速に経営難に陥り、倒産寸前となってしまった。三菱は余波を避けるために1967年（昭和42年）、ムーニーのあるテキサス州サンアンジェロ市に、三菱重工が8、三菱商事が2の割合で出資した現地法人三菱アメリカ・インダストリー（MAI）を設立したものの、設立直後にムーニーがMU-2の事業から撤退したため、サンアンジェロ工場を購入し業務を全て引き受けた。販売には航空機セールスマンクラブで人材を探し、全てアメリカ人に営業をさせることで、未知の民間機業界に乗り込んだ。同時に機体のファミリー化を図り、長胴型や出力増強型を販売し、顧客のニーズに応えられるようになった。
アメリカには国内で飛ばす航空機は、その50パーセント以上を米国製の部品で作られていなければならないという法律（バイアメリカン法）があり、そのためにムーニーに委託して部品を調達してもらっていたが、三菱が自らやらねばならなくなった。しかし部品企業は、民間航空機事業を初めて行う三菱を信用せず、なかなか調達できなかったり、できても異常に値を吊り上げられてしまう有様だった。そこで、三菱はそれまでの日本人ではなく、アメリカ人営業マンに買い付けに行かせると、それだけで部品価格が下がったという。
三菱が販売を開始した1967年（昭和42年）、ようやく5機を受注して以降、安定性の高い飛行機として評判が広がり、年産40機から50機にまで成長した。ところが、ベトナム戦争によって米政府は財政赤字に陥り、1971年（昭和46年）、米政府はドル防衛策として円の固定相場制を変動為替に移行すると発表した。いわゆるニクソン・ショック、ドル・ショックであった。円は急速に値上がりし、輸出するだけで高い利益を得ていた日本経済は大打撃をこうむった。MU-2も、アメリカに輸出という形をとっていたため、採算割れを起こしてしまい赤字が増大（航空機は初期投資が膨大なため、多少の売上では黒字にならない）、コストダウンを迫られた。それでも1972年（昭和47年）は月産6機、1973年（昭和48年）には月産8機を維持し、赤字ながら販売は好調だった。この様子は、米国に挑戦する日本企業として注目を浴び、CBSは特別番組を制作するほどだった。

### 生産中止
だが、1973年（昭和48年）秋に起きた中東戦争は、世界的なオイルショックをもたらし、原材料や人件費が暴騰して、急激なインフレーションが起こった。燃料費の高騰によってエアラインは軒並み経営不振となり、また、販売を委託していた北米の各社も経営不振に陥って、MU-2の受注が急減した。そこで、委託販売を止めて再びMAIが直接販売を開始したが、売れ行きは伸び悩んだ。
1987年（昭和62年）、新型機ビジネスジェット機であるMU-300に販売を集中するため、MU-2の生産を終了した。総生産数は762機、世界27カ国で販売され、世界の小型ビジネス機の中でもベストセラーであった。三菱はその後もMU-2のプロダクトサポートを担当していたが、一度MU-300と共にビーチクラフトに移管された。
1998年（平成10年）に再度三菱に移管され、名古屋航空宇宙システム製作所から業務の拠点とするダラスへ社員2名が派遣され、現地社員と共にサポートを行った。2002年（平成14年）と2005年（平成17年）には米国航空雑誌として著名な『アビエーション・インターナショナル・ニュース』誌で、自家用機プロダクトサポートのターボプロップ部門において第1位の評価を得た。

## 機体

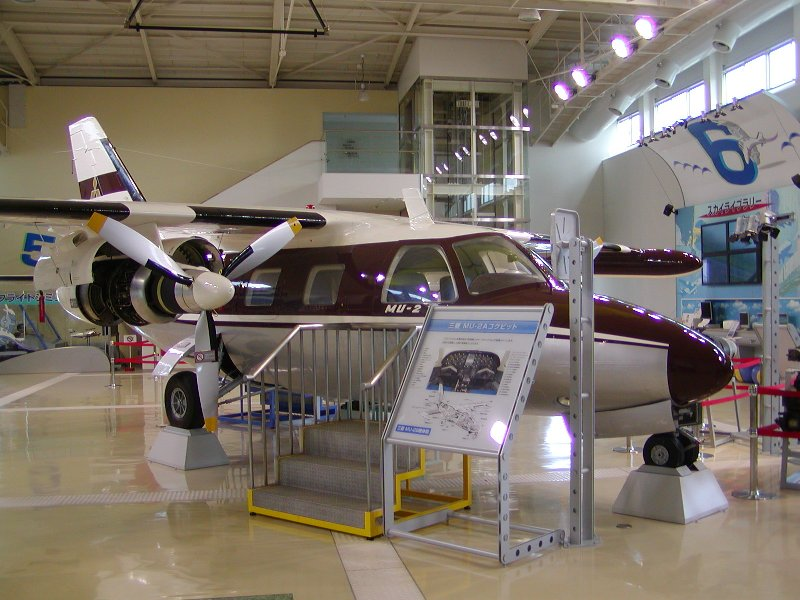
愛知県豊山町の航空館boonに展示されるMU-2A

外見は高翼・双発エンジンの常識的なものであるが、与圧に有利な円筒断面の胴体や高速に適した翼層流翼型をいち早く採用した。小型軽量な機体の割に室内容積は大きく、市場では特に500km/hを越える四発旅客機並みの高速巡航性能、航続力、悪天候下でも良好な操縦・安定性等が好評であった。エンジン、内装、燃料タンクなどに改良を加えながら短胴型6種と長胴型4種（自衛隊向けを除く）が生産され、海外向け商品名は、短胴型がSolitaire（ソリテール）、長胴型がMarquise（マーキス）とされていた。
構造や技術には独自のものを取り入れた。最大の特徴である主翼後縁全長に渡るダブル・スロッテッド・フラップは、同級機に比べて5割程度翼面荷重を大きくし、強力な短距離離着陸（STOL）特性・速度性能・高い運動性を保っている。このフラップによって、通常の補助翼は使用できず、ローリング方向の操縦には左右両翼のスポイラーを左右非対称に作動させるスポイレロン（spoileron）を使用する。主翼を小型化したことで、尾翼も小さくなり、機体の軽量化によって、高性能低価格の飛行機を実現した。
エンジンは、このクラスとしては世界に先がけてターボプロップエンジンを採用。試作・試験機であるMU-2Aは仏・チュルボメカ社のアスタズII K（715馬力）を搭載していたが、主たる輸出先であるアメリカ合衆国向けの量産機は、米国製ギャレット・エアリサーチ TPE331とした。このため、A型は試作2機・量産1機の3機で生産中止となっている。
降着装置は地上での視界に優れる前脚式で、全てがドアを持った引き込み式である。
MU-2が持つ高速性と機動性は、殊に北米において評価が高く、この機体を形容する言葉として"Hot rod"（ホットロッド）が用いられるほどである。低空でも高速飛行できる特性から、近年では小口輸送用の高速輸送機として貨物機に改造される機体も増えている。

## バリエーション
MU-2A
最初の生産型。仏チュルボメカ「アスタズ-II」Kエンジン（562馬力）を搭載。
MU-2B
アメリカ合衆国向けにエンジンをギャレット・エアリサーチ TPE331-25A（705馬力）に変更。
MU-2C
防衛庁向け。Bの陸上自衛隊仕様。制式名称LR-1。
MU-2D
防衛庁向けにBを出力増強したもの。三菱社内呼称。
MU-2E
防衛庁向け。Dの航空自衛隊仕様。
MU-2F
Dを出力増強・長胴（ストレッチ）化したもの。翼端燃料タンクの位置を下げることで上反角効果を調整した。
MU-2G
Fの長胴タイプ。胴体下部に脚バルジを設けて車輪を格納した。乗員2名・乗客4-12名。バルジによって胴体の断面形状が変わったため、翼端燃料タンクの下部に小さなフィンを取り付け上反角効果を調整した。
MU-2J
Fを出力増強したもの。TPE331-251エンジンを搭載。
MU-2K
Jの長胴タイプ。
MU-2L
Jを出力増強したもの。
MU-2M
Lの長胴タイプ。
MU-2N
Lを出力増強したもの。最終生産型。
MU-2P
Nの長胴タイプ。

## スペック
- 定員 - 7-9（用途別）
- 全長 - 長胴12.03 m、短胴10.13 m
- 全幅 - 11.95 m
- 全高 - 長胴4.17 m、短胴3.94 m
- 自重 - 3,200 kg （種別により多岐）
- 最大離陸重量 - 5,250 kg （種別により多岐）
- エンジン - ギャレット・エアリサーチ TPE331-10-501M×2（種別により多岐）
- 最大速度 - 571 km/h=M 0.47
- 航続距離 - 2,780 km

## 各自衛隊での運用
MU-2販売当時の日本ではビジネス機の市場が小さかったため、民間ではそれほどの売上にはつながらず、もっぱら自衛隊への納入となった。

### 航空自衛隊

#### MU-2S

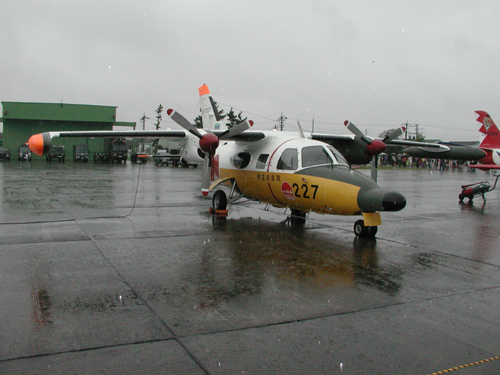
MU-2S救難捜索機

MU-2Dの自衛隊仕様機であるMU-2Eをベースとした救難捜索機として開発されたのがMU-2Sで、航空自衛隊ではMU-2Aとして採用されて、1967年より導入を開始した。1987年（昭和62年）までに29機を導入、全国の救難隊に1-2機ずつを配備した。救難装備品の空中投下を想定して、飛行中でも開閉可能なスライド式ドアを装備したことから、キャビンの与圧は廃止されたほか、航法・通信装備の強化、救命具・マーカーのラック設置、77ガロン入り燃料タンクの増設、胴体両側面には水滴型の大型観測窓を設置するなど、多岐の改造点があるが、外見の特徴は機首に搭載されたドップラー・レーダーで、レドームにより通常より50cmほど長くなっている。
老朽化のため、1995年（平成7年）からU-125Aに順次交代し、2008年（平成20年）10月22日に退役した。
機体概要
- 全長 - 10.7 m
- 全幅 - 11.9 m
- 全高 - 3.9 m
- 自重 - 3.6 t
- 運用重量 - 2,900 kg
- 最大離陸重量 - 4,600 kg
- エンジン - TPE331-25AB ターボプロップ2基搭載（605PS×2）
- プロペラ - ハーツェルHC-B3TN-5
- 直径 - 2.29 m/3枚羽根
- 燃料容量 - 375 gal（機内298gal+増加タンク77gal）
- 最大速度 - 460 km/h=M 0.38
- 航続距離 - 1750 km
- 海面上昇率 - 1,400 ft/分
- 乗員 - 4 名

事故
- 1970年（昭和45年）9月 2日 新田原基地の新田原救難隊機が滋賀県彦根市で、小松基地への航行訓練中に墜落し、乗員4名が死亡した。
- 1973年（昭和48年）4月11日 新田原救難隊機が宮崎県の尾鈴山で訓練飛行中に墜落、乗員4名が死亡した。
- 1994年（平成6年）10月19日 秋田分屯基地所属の救難隊機が遠州灘で整備試験飛行中に墜落し、乗員4名が死亡した。
- 2005年（平成17年）4月14日 新潟分屯基地の新潟救難隊機が訓練中に墜落し、乗員4名が死亡した。このため同年7月末まで全機が運用停止となった。

#### MU-2J

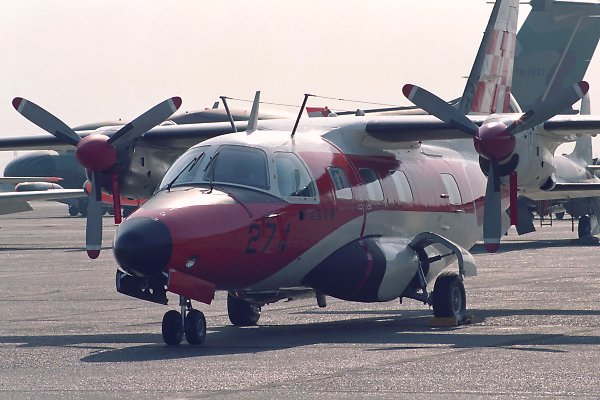
MU-2J飛行点検機

1975年（昭和50年）には長胴のMU-2GをMU-2J飛行点検機（航法用などの航空設備の動作をチェックする任務）として採用、4機導入した。外観はMU-2Gと大差ないが、機体構造が一部強化され、機内に航法・通信機器、オシロスコープ、グラフィックレコーダーなどの機材が搭載された。老朽化のためU-125に交代し、1994年（平成6年）3月22日に用途廃止となった。
機体概要
- 全幅 - 11.94 m
- 全長 - 12.03 m
- 全高 - 4.17 m
- 主翼面積 - 16.55 m2
- 運用重量 - 2,915 kg
- 最大離陸重量 - 4,700 kg
- エアリサーチTPE-331-1-151Aターボプロップ×2
- プロペラ - ハーツェルT10178HB-11
- 直径 - 2.29 m/3枚羽根
- 燃料容量 - 366 gal
- 巡航速度 - 525 km/h=M 0.43
- 実用上昇限度 - 27,000 ft
- 海面上昇率 - 1,400 ft/分
- 飛行航続距離 - 2,500 km
- 乗員 - 2 名、乗客 - 10 名

### 陸上自衛隊

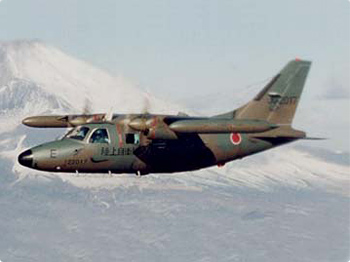
飛行中のLR-1

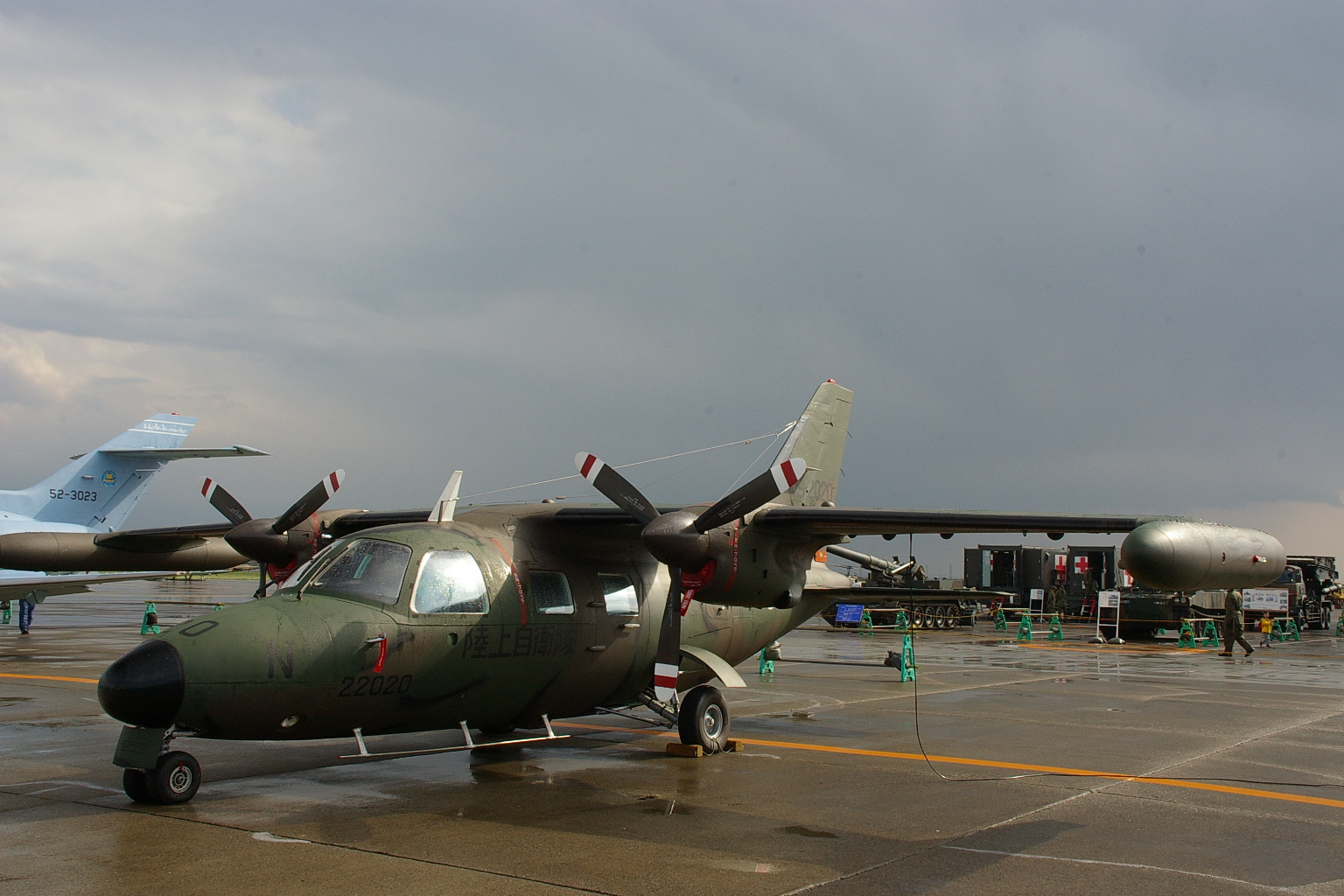
LR-1（北部方面航空隊）

陸上自衛隊ではMU-2Cを連絡偵察機（駐屯地の連絡輸送と偵察を行う任務）LR-1として採用した。1号機は1967年（昭和42年）5月11日に初飛行、1969年（昭和44年）から量産2号機以降が引き渡され、1984年（昭和59年）までに20機を導入した。機体は空自のMU-2Sと同様にキャビン与圧を廃止し、（ただし、後期に製造された機体は与圧キャビンを持つ）乗員2席・乗客5席とした。偵察時は JKA-30A カメラ2基と12.7mm重機関銃M2を2挺装備できる。
沖縄県の第101飛行隊に配備されていたLR-1では、通常の迷彩塗装ではなく、オリーブドラブを基調とした白とオレンジ色に塗られた沖縄仕様となっていた。
LR-1の老朽化に伴い2000年（平成12年）から後継機のLR-2としてレイセオン製ビーチ 350 キングエアの導入が進められ、2016年（平成28年）2月15日の19号機の最終フライトをもってLR-1は用途廃止となった。
機体概要
- 全長 - 12.0 m
- 全幅 - 10.1 m
- 全高 - 3.9 m
- TPE331-6A-251M ターボプロップ2基を搭載（715PS×2）
- 最大離陸重量 - 4,750 kg
- 最大速度 - 539 km/h=M 0.44
- 巡航速度 - 440 km/h=M 0.36
- 航続距離 - 2,000 km

事故
1981年（昭和56年）8月10日、陸上自衛隊航空学校宇都宮分校のLR-1（JG-22011）が左エンジン停止後操縦不能に陥り宇都宮飛行場近郊に墜落。乗員6名のうち5名死亡、1名が重傷を負った。
1990年（平成2年）2月17日、宮古島へ向かったLR-1（MU-2C）が海上に墜落。乗員3名と添乗医師1名が死亡した。

### 海上自衛隊
海上自衛隊では、S2F-1の後継となる小型対潜機（VS）としてMU-2の派生型を検討し、1966年頃には航空集団幕僚長（薬師寺海将補）から海上幕僚監部防衛班に対して非公式な提案がなされたこともあったが、第3次防衛力整備計画に公式に盛り込まれることはなく、立ち消えとなった。

## 日本以外の運用国

### 軍用
- アルゼンチン - フォークランド紛争の際、4機の民用のMU-2がアルゼンチン空軍に買収され、写真偵察飛行隊「Escuadrón Fénix」に従事。
- ニュージーランド[14]
- アメリカ合衆国 - アメリカ空軍第4477試験飛行隊で汎用機として運用。主に模擬航空戦における管制任務に使用[15]。

## ティルトローター試作機案
アメリカ陸軍では、1971年（昭和46年）にティルトローター機の開発検討を開始し、翌1972年（昭和47年）春にV/STOL・テイルトローター計画をNASAと共同で発表した。これに対して4社が仕様書を提出し、その中でベルエアクラフト案の「モデル300」とボーイング・バートル案の「モデル222」が選定された。この「モデル222」は、研究開発費を低減させる為に、「MU-2Jの胴体・尾部・降着装置を利用する」と明記していた。1973年（昭和48年）4月にはベル案が採用されることが決定し、MU-2Jの利用は無くなったが、XV-15と名づけられた「モデル300」の胴体形状はMU-2に類似しており、XV-15はMU-2を利用していると言う俗説も生まれた。ベルの説明書などには、MU-2について一切書かれていない。

## 登場作品

### 映画
『MU-2』（1965年）
三菱重工業の制作したPR映画。「日本で戦後初めて設計開発された多用途小型航空機」としてのMU-2を、「独自の優れた性能のビジネス・プレーン」としてパイロットの目を通して描いた。
日本産業映画大賞、通商産業大臣賞、第19回広告電通賞、日本短編映像秀作百選。
『カミカゼ野郎 真昼の決斗』 （1966年）
千葉真一扮するパイロットの主人公が、台湾へ運ぶ航空機として登場する。
『首都消失（映画）』（1987年）
陸上自衛隊のLR-1が登場。突如出現した「雲」を確認するべく出動した偵察機として2機が飛行、1機が「雲」に突入し爆発する。
撮影にはプロペラが回転し、警戒灯が点滅する精巧なプロップモデルが使用されている。
『空へ-救いの翼 RESCUE WINGS-』（2008年）
航空自衛隊のMU-2Sが登場。

### 漫画
『神の獣』巴啓祐（モーニングKCデラックス）
オーガ攻撃のため富津岬観音崎間に敷設した機雷原の効果監視任務で登場。オーガの発する磁力に引き寄せられ爆発した。
『ゲート 自衛隊 彼の地にて、斯く戦えり』
漫画版にて、特地に持ち込んだ自衛隊の装備の1つとして登場。特地の駐屯地周辺の上空を警戒飛行する。
また、M197と思しき機関砲を横向きに搭載した作中オリジナルのガンシップ型も登場する。